# Zhishui
Zhishui (kinesiska: 智水乡, 智水) är en socken i Kina. Den ligger i provinsen Sichuan, i den sydvästra delen av landet, omkring 100 kilometer öster om provinshuvudstaden Chengdu. Antalet invånare är 10 366. Befolkningen består av 5 075 kvinnor och 5 291 män. Barn under 15 år utgör 14,0 %, vuxna 15-64 år 72 %, och äldre över 65 år 13,0 %.
Genomsnittlig årsnederbörd är 1 312 millimeter. Den regnigaste månaden är juli, med i genomsnitt 321 mm nederbörd, och den torraste är december, med 6 mm nederbörd.